# Telegram (álbum)
Telegram es un álbum lanzado en 1996 por la cantante y compositora islandesa Björk. Todas las canciones del álbum Post fueron remezcladas de su álbum anterior, excluyendo «The modern things» y «It's oh so quiet». También incluye una nueva canción llamada «My spine» que iba a aparecer originalmente en Post pero Björk prefirió «Enjoy», siendo la cara b para el sencillo «It's oh so quiet». 
El nombre Telegram hace referencia a la lejanía de Björk de su tierra natal Islandia, ya que para ese entonces ya estaba instalada en Inglaterra y se había convertido en una renombrada artista y además porque son remixes del disco Post (Correo en inglés) para convertirse en Telegram (Telegrama en español). 
El álbum incluye un folleto con fotos de Björk y un pequeño agradecimiento de ella en una de las páginas a las personas que hicieron los remixes de sus canciones. Contrariamente a sus antecesores, Telegram es un trabajo opuesto a lo comercial. El álbum vendió 228 mil copias en EE. UU. según SoundScan. Y alcanzó el puesto número 66 en EE. UU..

## Concepto
En este álbum Björk dio total libertad a los músicos «invitados» para que recrearan y remezclaran sus canciones, aunque en algunas de ellas también intervendría la cantante. Una vez hecha la remezcla Björk se introduciría en el estudio de grabación para, precisamente, regrabar algunas voces y así acoplarlas a las canciones.

«Para mí Telegram es también Post pero todos los elementos de las canciones están exagerados. Es como un extra de Post. Por eso es gracioso llamarlo un álbum de mezcla, es todo lo contrario. Telegram es más desnudo. No intenta ser bonito o agradable al oído. Solo un CD que compraría yo misma. Como una carta a mí misma, algo como... "que se joda lo que piense la gente". Es algo verdadero.»
Björk, Entrevista en Blah blah blah, 1996

## Recepción

### Crítica especializada
| Crítica especializada | Crítica especializada |
| --------------------- | --------------------- |
| Publicación           | Calificación          |
| Allmusic              | [ 3 ]                 |
| Rolling Stone         | [ 4 ]                 |
| The A.V. Club         | (ambigua)             |
| Pitchfork Media       | (7.9/10)              |
| Spin Magazine         | [ 1 ]                 |

En Allmusic Stephen Thomas Erlewine le da cuatro estrellas sobre cinco, y dice que las canciones están tan arregladas que podría considerarse que es un «trabajo enteramente diferente» y que por esto es un reto para el oído, siendo el álbum una «excelente introducción al techno para los fans de pop alternativo». En Rolling Stone la crítica Christina Kelly le da tres estrellas de cinco y escribe sobre él que Björk trabajó con artistas de la avant-garde y de la electrónica, destacando las canciones «Hyper-ballad», grabada junto a una nueva música de cámara con Boradsky Quartet, «Possibly maybe» «transformada interesantemente»
 en trance con pesados bajos, y la composición original «My spine» acompañada solo de percusión y gaitas como si fueran campanas, de «Cover me» dice que está transformada hacia el drum and bass por el productor Dillinja. Aunque el disco en sí le parece bueno, habla negativamente de las canciones remixadas «I miss you» como si de «una amalgama de estilos» con bongos africanos se tratase, de «Headphones» dice que solo tiene bajos, y de «Army of me» comenta que en este disco le faltan «voces, melodías y corazón.» Termina diciendo que tal esfuerzo de deconstrucción siendo difícil de entender «puede ser exactamente lo que hace de Björk una innovadora.» Stehpen Thompson de The A.V. Club dice que las canciones del álbum Post están tan radicalmente cambiadas que le dan una nueva identidad, hasta tal punto que además de ser un disco solo para fanes, incluso a estos puede no gustarle. En concreto la canción «Army of me» transformada en una canción irreconocible e instrumental. En Pitchfork Media James P. Wisdom, que le da una puntuación de 7.9 habla sobre el álbum positiva y negativamente, diciendo de él que es una mezcla de géneros algo positivo, pero que es tal la mezcla que no se sabe exactamente de qué género es el álbum, y que parece que solo le va a gustar si te gusta el estilo musical de Björk.

## Lista de canciones
| Telegram |                                                   |                                             |          |  |
| N.º      | Título                                            | Escritor(es)                                | Duración |  |
| 1.       | «Possibly maybe» (Lucy mix)                       | Björk                                       | 03:02    |  |
| 2.       | «Hyper-ballad» (Brodsky Quartet)                  |                                             | 04:20    |  |
| 3.       | «Enjoy» (Outcast)                                 | Björk, Tricky                               | 04:19    |  |
| 4.       | «My spine» (Evelyn Glennie)                       | Björk & Evelyn Glennie                      | 02:32    |  |
| 5.       | «I miss you» (Dobbie Rub part one (Sunshine mix)) | Björk, Howie Bernstein                      | 05:33    |  |
| 6.       | «Isobel» (Deodato mix)                            | Björk, Marius de Vries, Nellee Hooper, Sjón | 06:09    |  |
| 7.       | «You've been flirting again» (Flirt as a promise) | Björk                                       | 03:20    |  |
| 8.       | «Cover me» (Dillinja mix)                         | Björk                                       | 06:21    |  |
| 9.       | «Army of me» (The mëtri mix)                      | Björk, Graham Massey                        | 05:15    |  |
| 10.      | «Headphones» (Mika Vainio)                        | Björk, Tricky                               | 06:21    |  |
| 51:12    |                                                   |                                             |          |  |

La lista de temas iba a contener la canción de Talvin Singh «Possibly maybe Calcuta cyber café mix» y el remix de Plaid de «Big time sensuality». La versión japonesa incluye también la versión original de «I miss you».

## Clasificación
| Año  | Álbum    | ESP | RU | EE. UU. | AU | FR | Información adicional |
| ---- | -------- | --- | -- | ------- | -- | -- | --------------------- |
| 1997 | Telegram | -   | 59 | 66      | -  | -  | Álbum remixes de Post |

## Músicos y equipo de producción
1. Autores: Björk, Nelle Hooper y Marius de Vries. Producción original: Nelle Hooper y Björk. Producción adicional y mezcla: Mark Bell en LFO Studios.
2. Autores: Björk. Producción original: Nelle Hooper y Björk. Producción adicional: Brodsky Quartet. Arreglo: Paul Cassidy. Interpretación: Brodsky Quartet. Ingeniería: Pascal Giovetto. Mezcla: Paul Cassidy.
3. Autores: Björk y Tricky. Producción original: Tricky y Björk. Producción adicional y remix: Richard Brown y Beaumont Hannant para Outcast Productions.
4. Autores: Björk y Evelyn Gleenie. Producción: Björk y Evelyn Gleenie. Exaust Pipes: Evelyn Gleenie. Grabación y mezcla: Greg Malcangi.
5. Autores: Björk y Howie Bernstein. Producción original: Howie Bernstein y Björk. Producción adicional y remix: Dobie. Rap: Rodney P. de London Posse.
6. Autores: Björk, Nelle Hooper, Marius de Vries y Sjón. Producción original: Nelle Hooper y Björk. Reproducción: Eumir Deodato. Ingeniería: Steve Price. Mezcla: Steve Price y Björk. Arreglo: Eumir Deodato. Director: Eumir Deodato. Contratista orquestal: Isobel Griffiths. Guía de orquesta: Godfrey Salmon. Viola principal: Luciano Iorio. Chelo principal: Robin Firman. Teclado: John Crawford. Guitarra acústica: Néstor García. Guitarra: Rob Montoro. Guitarra bajo: Nico Gómez. Batería: David Giovannini. Percusión: Luis Jardim. Congas: Peter Locket.
7. Autores: Björk. Producción: Björk. Ingeniería: Markus Dravs. Mezcla: Björk y Markus Dravs. Efectos electrónicos: Markus Dravs. Arreglo de cuerdas: Eumir Deodato. Director: Eumir Deodato. Contratista orquestal: Isobel Griffiths. Guía de orquesta: Gavin Wright. Viola principal: Rob Smissen. Chelo principal: Tony Pleeth. Grabación de cuerdas: Steve Price. Asistentes: Kirsten Cowie y Adrian Scarff.
8. Autores: Björk. Producción original: Björk. Producción adicional y remix: Dillinja.
9. Autores: Björk y Graham Massey. Producción original: Nelle Hooper, Graham Massey y Björk. Remix: Big Muff Bass. Voodoo vibe guitar: Graham Massey. Ingeniería: Phil "Gripper" Jones y Tim Dickenson.
10. Autores: Björk y Tricky. Producción original: Tricky y Björk. Remix: Mika Vainio.